# Mégabyte
Ne doit pas être confondu avec Mégabit.
Le mégabyte (MB) est une unité de mesure (méga est un préfixe du Système international) correspondant généralement à un mégaoctet.
Ainsi, on a,:
- 1 MB = 106 B = 1 000 000 B (bytes)
- 1 MB = 1 000 kB (kilobytes)

Il existe une confusion historique entre l'utilisation de préfixes binaires ou décimaux pour la valeur du mégabyte. En 1998, le NIST introduit des noms et préfixes pour désigner les préfixes binaires. Ainsi, il ne faut pas confondre le mégabyte (qui équivaut à 10^6 bytes) avec le mébibyte (qui équivaut à 2^20 bytes, soit 1024 kilobytes).
Le symbole du Mégabyte, MB, est souvent écrit par erreur Mb, qui représente le Mégabit, 8 fois plus petit.